# 横浜fカレッジ
横浜fカレッジ（よこはまエフカレッジ）は、横浜市の専門学校。ファッション、ブライダル、美容の専門学校。運営者は学校法人岩崎学園。

## 沿革
- 1927年 - 「横浜洋裁専門女学院」創立
- 1951年 - 「学校法人岩崎学園」に組織変更
- 1954年 - 「横浜洋裁学院」に改称
- 1995年 - 文部省(現・文部科学省)より本校卒業生に対して「専門士」付与
- 2000年 - 美容学科「ビューティースタイリスト科」（厚生労働大臣指定　美容師養成施設）新設
- 2001年 - 横浜洋裁学院を「横浜fカレッジ」に改称
- 2006年 - ジュエリー&アクセサリー科開設

## 教育目標
- 感性の向上
- 高度な技術力の習得
- 豊かな人間性の涵養
- プレゼンテーション能力の育成

## 設置学科
- ファッションデザイン科
  - アパレルデザインコース（3年制）
  - アパレルパターンコース（3年制）
- ファッション技術科（2年制）
- ファッションビジネス科
  - スタイリストコース（2年制）
  - アドバイザーコース（2年制）
- ビューティースタイリスト科（2年制）

美容師の養成過程。
- ビューティーコーディネート科
  - メイクアップ＆ネイルコース（2年制）
  - エステティックコース（2年制女子）
- ブライダル科（2年制）
- ジュエリー&アクセサリー科（2年制）

## 交通
JR線、京急本線、東急東横線、みなとみらい線、相鉄本線、横浜市営地下鉄 横浜駅下車。ダイヤモンド地下街を通って行くことも可能なので、雨の日でも濡れずに通学できる。

## 姉妹校
- 情報科学専門学校横浜西口校
- 情報科学専門学校新横浜校
- 横浜デジタルアーツ専門学校
- 横浜リハビリテーション専門学校
- 横浜保育福祉専門学校